# 横綱

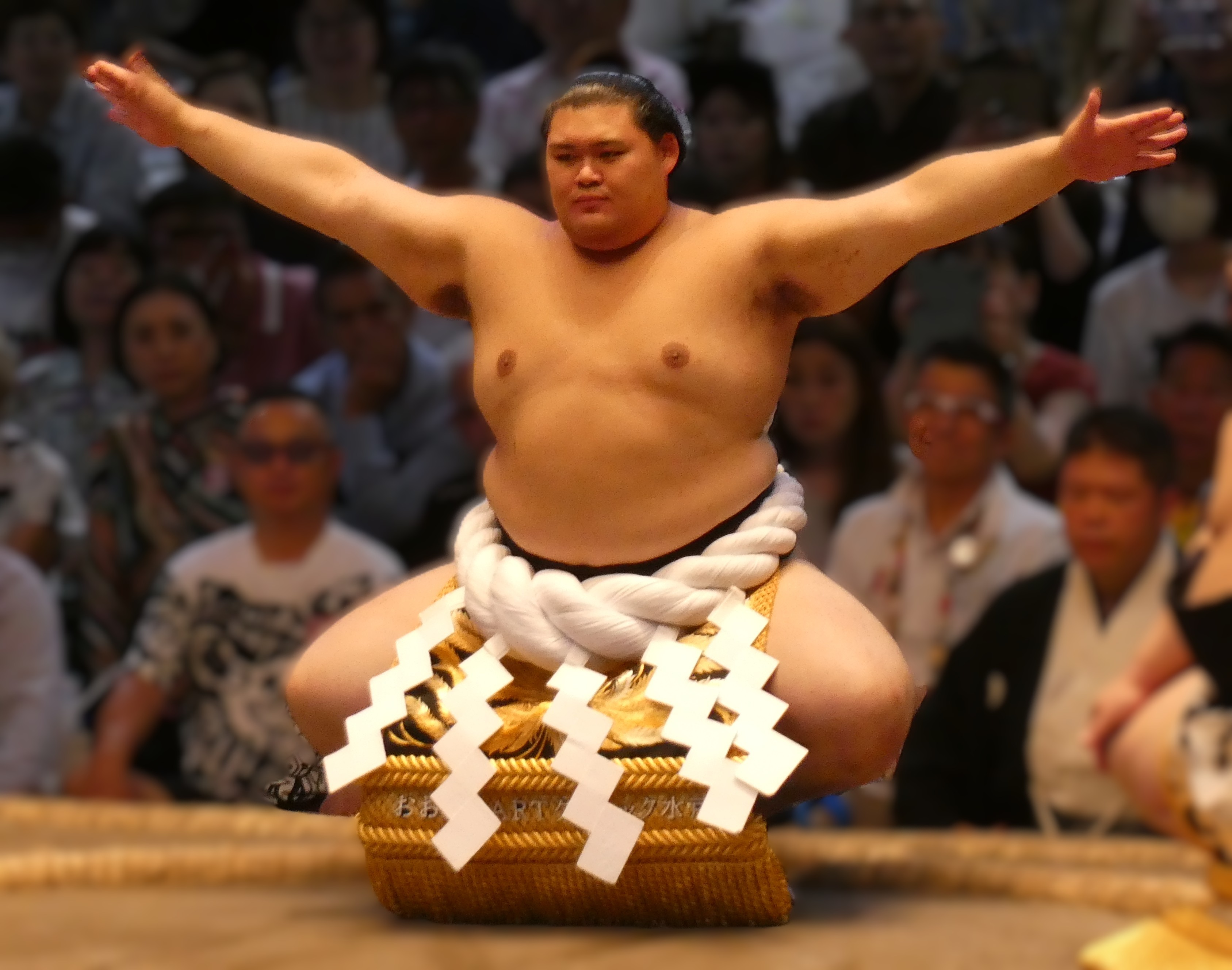
現役横綱の大の里泰輝（第75代横綱）

横綱（よこづな）は、大相撲の力士の地位の一つで、最高位のものである。大関の上。幕内に属する。
横綱の別称として、天下無双であるという意味を込めて「日下開山」（ひのしたかいさん）と呼ばれることもある。
大関が横綱の地位を狙うことを綱取りと呼ぶ。

## 呼称・由来
元は、時の力士の内の実力者（原則、大関）の中から、特に優れたものに対して、白麻製の注連縄の綱を腰に締めて土俵入りを行うことが許可されたことを指す。この綱を「横綱」と読んだことから転じて、綱を締めることを許可された力士のことを「横綱」という称号で呼ぶようになった（詳細は後述）。その後、横綱免許を得た力士については番付上も「横綱」と記載するようになり、称号ではなく地位としての横綱が確立することとなった。

## 特徴
待遇
- 全ての力士を代表する存在であると同時に、神の依り代であることの証とされている。したがって、横綱になる力士はその地位にふさわしい品格と抜群の力量を要求され、それが果たせなくなった時は、（他の地位の力士と違い）力量相応の地位に降ろされるのではなく、自らの意思で現役を引退しなければならないとされる。

横綱の品格基準として、は日本相撲協会は以下のように明記している。
- 一、相撲に精進する気迫
- 二、地位に対する責任感
- 三、社会に対する責任感
- 四、常識ある生活態度
- 五、その他横綱として求められる事項

- 月給は300万円であり[1]、大関（250万円）よりも増える。
- 横綱に昇進すると、名誉賞として100万円が授与される。
- 土俵入りは、その称号の由来である「横綱」を締めて、単独で実施する。

- 付け人は通常、10 - 15人程度つく。綱を締めるために人手を必要とする事情もあって、大関以下の関取に比してその数は非常に多い。
- 明荷は支度部屋に3つまで持ちこむことが認められている（三ツ揃いの化粧廻しと綱を持参する必要があるため。大関以下の関取は1つしか持てない）。
- 巡業等、公式の移動においては、大関と同様、鉄道はグリーン席、飛行機はファーストクラスを利用することができる。また東京での本場所の際に両国国技館の地下駐車場に直接自家用車を乗り入れ、駐車することもできる（ただし、現役力士の自家用車の運転は協会の内規で禁止されていて、これは横綱であっても例外ではない。したがって別に運転手を確保する必要がある）。
- 現役中は力士弁当をプロデュースすることができる（大関も同様）。
- 日本相撲協会が財団法人であった時代は、日本国籍を有する横綱は評議員として役員選挙の投票権をもっていたが、協会が公益法人となったときに廃止された。

取組
幕内力士として、本場所では15日間毎日取組が組まれる。取組は終盤に組まれ、結びの一番をつとめる（複数人出場している場合は輪番で担当）。
定員
定められておらず、現役力士中にその地位にふさわしい力士がいるか否かによって増減する。同時在籍人数の最多は4名で、横綱不在になったこともある。
大相撲の番付の規則では、横綱はいなくても構わないが、大関は必ず最低2名（東西1名ずつ）は存在していなければならないため、大関が不在の時は2名（東西両方）、1名の時は1名（東と西のどちらか一方、大関のいない方）、横綱が番付上「横綱大関」として大関の地位を兼ねる（該当横綱に対する待遇上の変化はなし）。
引退後
年寄名跡を持たなくても現役引退後5年間は現役時の四股名のままで年寄（委員待遇）として協会に残ることができる。また、師匠の了承があれば、引退後1年以上の経過をもって部屋を新設することもできる。
その他
- 現役の横綱及び横綱経験者が参加できる横綱会と呼ばれる親睦組織があり、毎年11月場所前に会合を開くのが恒例となっている[2][3][4]。
- 横綱としての責任という意味では、成績・星数の面では少なくともおよそ12～13勝以上を挙げ、ほぼ毎場所千秋楽まで優勝争いに絡むぐらいでないと一般的には責任を果たしたとは言えないとされるが、実際にはこのほか相撲内容やその他の状況で一概には言えない面もある。横綱はいくら休場しても、また負け越しても大関以下に陥落することはないが、横綱としての皆勤負け越しは非常に不名誉なこととされ、それだけで非常に批判されて引退が近づくことになり、勝ち越しても8勝7敗や9勝6敗などでは大関にもまして厳しい批判を浴びることになる。またケガなどでその場所で横綱らしい成績を挙げられる自信がない場合は、引退する前に一旦休場する場合が多いが、これについても休場があまりにも多いと引退が近づくことになる。横綱としてどの程度の成績不振で引退を迫られるかは、明確な規定はないが、成績不振の横綱に対しては、横審の決議により「激励」「注意」「引退勧告」等がなされる。相撲内容の面に関しては、立ち合い変化などのような本来下位力士が上位力士に対して奇襲で仕掛けるような技で横綱が勝つなどすると、協会内外から厳しい批判に晒されることになる。

## 歴史

### 横綱の誕生以前
横綱および横綱土俵入りが何をベースに誕生したかは、定かでない。
江戸初期の頃、邸宅を立てる時の地鎮祭に当時の大関を2人呼び、地面にたくさんの綱を張った中で四股を踏ませた。このお祓いの地踏みに参加する資格を与えられることを「横綱之伝」と言ったとされるが、これが歴史的事実であるかどうかは極めて疑わしいとされている。
また、古くは戦国時代に黒と白の絹を混ぜて撚り合わせた綱の記述が文献に見え、この綱を締めた力士は江戸時代中頃の宝暦から安永にかけての浮世絵にその姿を留めている。これを応用したとする指摘もあるが、この白黒の綱には四手も垂らされておらず、1人土俵入りを行ったわけでもないので、化粧まわしの装飾品だったと考える方が自然である。

### 横綱の誕生
その後興行としての江戸相撲が人気を博すようになると、吉田司家は行司の総元締めとしての権力を保持するため横綱免許を与えて横綱を作ることを考えた。それまでの将軍家の観戦する上覧相撲や寺社への奉納相撲等特別な式典に際して行っていた土俵入りを、土俵上で行っていた顔見世土俵入りと結び付け、綱を締めさせて1人で土俵入りを披露させることにした。
そして1791年（寛政3年）、第11代将軍・徳川家斉の上覧相撲において二代目 谷風梶之助（仙台の谷風）と小野川喜三郎が行った紙垂をたらした純白の綱をつけた土俵入りが天下公認となり、横綱が誕生することになった。これが、今日につながる「横綱」の始まりとされる。
しかし、当時はまだ横綱免許の慣習は定着しておらず、谷風・小野川両名のあとは、雷電為右衛門など力量のある力士はいたにもかかわらず、永らく吉田司家による横綱免許は行われなかった。その後、五条家から両大関玉垣・柏戸が横綱免許を受けたが、この頃、横綱のステータスはまだ認知されていなかったのか、玉垣・柏戸が免許を受けたので横綱土俵入りをしたという記録は見つかっていない。これに吉田司家は触発されたか、この直後、谷風・小野川から38年ぶりとなる横綱免許を、阿武松緑之助に対して発行。本場所での土俵入りも始まる。この頃、吉田司家は主君である熊本藩主細川家の威を背景として京都五条家との免許権争いに勝利し、吉田司家による横綱免許の授与が制度化され、吉田司家の免許を持つ者が正式な横綱として認められるようになった。吉田司家は明治初期に西南戦争に連座して一時期権威を失うが、1884年（明治17年）2月に免許を受けた第15代横綱・初代梅ヶ谷が吉田司家の免許を希望し、復権する。
なお、この時点では、「横綱」は、大関の中で綱を付けられる者の称号であって、番付での最高位はあくまで大関であった。番付に横綱の文字が掲載されるようになったのは、1890年（明治23年）5月場所である。これは、第16代横綱・初代西ノ海嘉治郎が東正大関小錦八十吉に対して東張出大関にされ下風に立ったような形になった西ノ海をなだめる方法として横綱と記したのである。これは便宜的措置であって正式に地位とされたわけではないが、続く小錦以後の横綱も、免許後は番付に「横綱」として記載される習慣が続いたことで、1909年（明治42年）2月には相撲規約改正のとき、横綱が正式な地位とされることになった。「横綱は大関の中の強豪」という考え方が一般的になると、本場所での成績によって横綱を免許されるようになった。その最初のケースは、第17代横綱・初代小錦だったと言われている。
横綱が大関の名誉称号であった時代の横綱に対しては「横綱を免許される」、地位となって以降は「横綱に昇進する」という様に、表現を使い分ける場合もある。但し、誰までが「免許」で誰からが「昇進」かはっきりした基準があるわけでもなく、区分は明確ではない。第15代横綱・初代梅ヶ谷藤太郎までは番付が大関のままだったのでこれを基準とする見方や、第19代横綱・常陸山谷右エ門と20代横綱・2代梅ヶ谷藤太郎の同時免許（このときの代数は、年長の常陸山を19代と決めている）で横綱は大関の上位と認識されるようになったのでこれを基準とする見方、史上初の相撲協会推挙による横綱である第41代横綱・千代の山雅信を基準とする見方がある。
1900年、第12代横綱・陣幕久五郎が富岡八幡宮に「横綱力士碑」を建立し、ここに掲載された横綱の代数が、現在に至るまでの正式な横綱一覧として公認されるようになった。
なお、大坂相撲および京都相撲にも、吉田司家の免許を持つ公認横綱は存在したが、これらの横綱は、後に追認を受けた力士を除くと、上記の歴代横綱として認められていない。
非公認横綱
| 相 撲    | 四股名       | 免 許      | 備考                                 |
| -------- | ------------ | ---------- | ------------------------------------ |
| 東京相撲 | 初代朝汐太郎 | 吉田司家   | 長年の功績を讃える一日限りの特例免許 |
| 大坂相撲 | 八陣信蔵     | 五条家免許 |                                      |
| 大坂相撲 | 高越山谷五郎 | 五条家免許 |                                      |
| 大坂相撲 | 八陣調五郎   | 神理教免許 |                                      |
| 京都相撲 | 小野川才助   | 五条家免許 |                                      |
| 京都相撲 | 兜潟弥吉     | 五条家免許 |                                      |
| 京都相撲 | 大碇紋太郎   | 五条家免許 |                                      |
| 京都相撲 | 礒風音治郎   | 吉田司家   | 巡業用の特例免許                     |

吉田司家以外の免許で土俵入りを行った力士の中には吉田司家に遠慮して綱の色（黄色が多かったという）を変えたり吉田司家の地元熊本では土俵入りを行わなかったりする者もいた。吉田司家以外から横綱免許の話を持ち掛けられたが断った力士も存在する。後述の通り、横綱免許を巡る事件も幾つか発生している。以降、第40代横綱・東富士までの横綱は、吉田司家で行われる本免許状授与式で免許を授与され、奉納の土俵入りを行うことが通例であった。
しかし、1950年（昭和25年）に横綱の濫造を指摘された日本相撲協会が横綱の権威を保つために、横綱免許の家元である吉田司家ではなく、相撲に造詣が深い有識者に横綱を推挙してもらうことを目的として横綱審議委員会（横審）を発足させたことで、1951年（昭和26年）5月場所後の第41代横綱・千代の山以降に吉田司家の横綱本免許状授与式は廃止となり行われていない。
慣例として、九州巡業や11月場所（九州場所）前に新横綱が熊本市の吉田司家を表敬訪問し、土俵入りを披露する慣わしも踏襲されたが、司家の経済問題が発覚した1986年（昭和61年）に吉田司家は横綱免許の授与に関する権限を日本相撲協会に委嘱（事実上協会と吉田司家が絶縁した）。これにより、現在では横綱免許は協会及び横審の内部で完結している。

## 昇進

### 横綱審議委員会への諮問
現在では、以下の手続きを踏むことで、横綱免許が行われる。
- 番付編成を所管する審判部を代表して、審判部長から日本相撲協会理事長に、該当力士の横綱昇進について審議する臨時理事会の召集を要請する。
- 理事長はこれを受けて、横綱審議委員会（横審）に当該力士の横綱昇進について諮問する。
- 横審は諮問を受け、内規等に照らして当該力士の品格・力量等を審査する。内規では大関で2場所連続優勝した力士の推薦を原則とし、これに準ずる好成績を挙げた力士の場合は出席委員の3分の2以上の賛成があれば横綱推薦を日本相撲協会の理事長に答申する。
- 答申を受けて臨時理事会において横綱昇進について決議し、正式に横綱昇進の可否を決定する（理事会は横審の答申を「尊重する」とされるため、横綱昇進の可否は、横審の答申後に事実上確定すると考えてよい）。

### 伝達式
理事会で横綱昇進が決定すると、大関昇進時と同様に協会の使者として理事と審判委員各1名ずつが当該力士のもと（通常、東京場所なら所属部屋、地方場所なら宿舎である旅館・寺社など）にその旨を伝達に訪れ、「昇進伝達式」が行われる。通常、力士の地位は新番付の発表を待って有効になるが、横綱昇進に関しては、当該力士は、新番付の発表を待たずにこの時点で横綱として扱われる。

### 横綱昇進前3場所成績

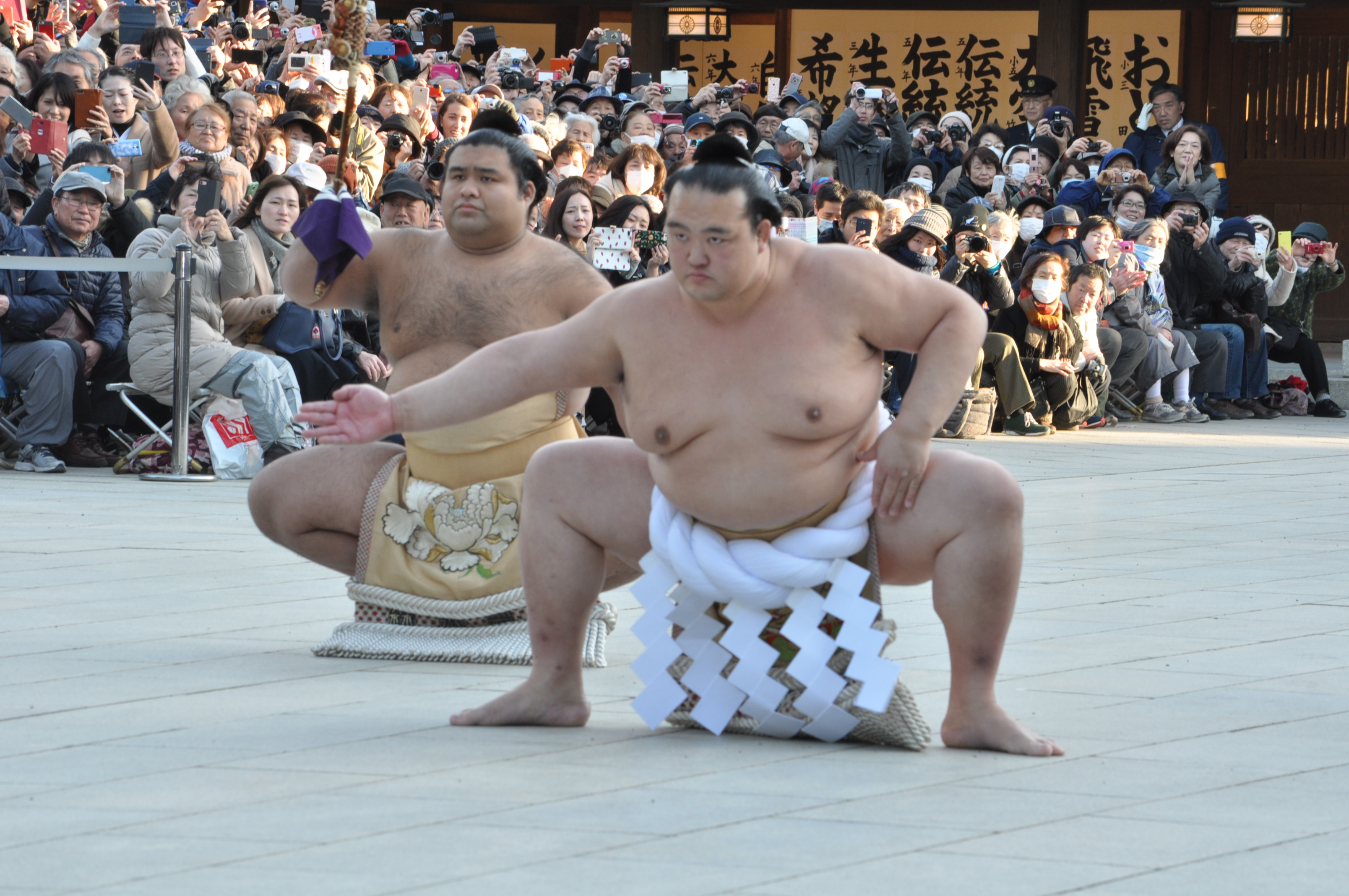
明治神宮での稀勢の里の奉納土俵入り（2017年1月27日撮影）

- 一場所15日制が定着した1949年（昭和24年）以降。
- 優勝は昇進時での通算回数。
- 関：関脇、大：大関。
- △は優勝次点、◯は優勝同点、◎は優勝。
- 四股名は昇進時。
- 玉の海は当時玉乃島、2代目若乃花は当時若三杉。昇進場所から改名したため推挙状は玉乃島正夫および若三杉壽人名義だった。双羽黒も当時北尾だったが推挙状は既に双羽黒名義だった。
- 太字は 2025年（令和7年）現在で現役中。

| 昇進場所               | 四股名       | 3場所前       | 2場所前       | 直前場所      | 3場所合計 | 勝率 | 優勝 |
| ---------------------- | ------------ | ------------- | ------------- | ------------- | --------- | ---- | ---- |
| 1951年（昭和26年）9月  | 千代ノ山雅信 | 大・11勝4敗   | 大・8勝7敗    | 大・14勝1敗◎  | 33勝12敗  | .733 | 3回  |
| 1953年（昭和28年）3月  | 鏡里喜代治   | 大・11勝4敗   | 大・12勝3敗△  | 大・14勝1敗◎  | 37勝8敗   | .822 | 1回  |
| 1954年（昭和29年）3月  | 吉葉山潤之輔 | 大・14勝1敗△  | 大・11勝4敗   | 大・15戦全勝◎ | 40勝5敗   | .889 | 1回  |
| 1955年（昭和30年）1月  | 栃錦清隆     | 大・9勝6敗    | 大・14勝1敗◎  | 大・14勝1敗◎  | 37勝8敗   | .822 | 4回  |
| 1958年（昭和33年）3月  | 若乃花勝治   | 大・11勝4敗   | 大・12勝3敗△  | 大・13勝2敗◎  | 36勝9敗   | .800 | 2回  |
| 1959年（昭和34年）5月  | 朝汐太郎     | 大・14勝1敗◎  | 大・11勝4敗△  | 大・13勝2敗△  | 38勝7敗   | .844 | 4回  |
| 1961年（昭和36年）11月 | 柏戸剛       | 大・10勝5敗   | 大・11勝4敗   | 大・12勝3敗◯  | 33勝12敗  | .733 | 1回  |
| 1961年（昭和36年）11月 | 大鵬幸喜     | 大・11勝4敗△  | 大・13勝2敗◎  | 大・12勝3敗◎  | 36勝9敗   | .800 | 3回  |
| 1964年（昭和39年）3月  | 栃ノ海晃嘉   | 大・11勝4敗   | 大・14勝1敗◎  | 大・13勝2敗   | 38勝7敗   | .844 | 2回  |
| 1965年（昭和40年）3月  | 佐田の山晋松 | 大・13勝2敗△  | 大・13勝2敗△  | 大・13勝2敗◎  | 39勝6敗   | .867 | 3回  |
| 1970年（昭和45年）3月  | 玉の海正洋   | 大・13勝2敗◎  | 大・10勝5敗   | 大・13勝2敗◯  | 36勝9敗   | .800 | 2回  |
| 1970年（昭和45年）3月  | 北の富士勝昭 | 大・12勝3敗△  | 大・13勝2敗◎  | 大・13勝2敗◎  | 38勝7敗   | .844 | 3回  |
| 1973年（昭和48年）3月  | 琴櫻傑將     | 大・9勝6敗    | 大・14勝1敗◎  | 大・14勝1敗◎  | 37勝8敗   | .822 | 4回  |
| 1973年（昭和48年）7月  | 輪島大士     | 大・11勝4敗△  | 大・13勝2敗△  | 大・15戦全勝◎ | 39勝6敗   | .867 | 2回  |
| 1974年（昭和49年）9月  | 北の湖敏満   | 大・10勝5敗   | 大・13勝2敗◎  | 大・13勝2敗◯  | 36勝9敗   | .800 | 2回  |
| 1978年（昭和53年）7月  | 若乃花幹士   | 大・13勝2敗△  | 大・13勝2敗◯  | 大・14勝1敗◯  | 40勝5敗   | .889 | 1回  |
| 1979年（昭和54年）9月  | 三重ノ海剛司 | 大・10勝5敗   | 大・13勝2敗△  | 大・14勝1敗◯  | 37勝8敗   | .822 | 1回  |
| 1981年（昭和56年）9月  | 千代の富士貢 | 大・11勝4敗△  | 大・13勝2敗△  | 大・14勝1敗◎  | 38勝7敗   | .844 | 2回  |
| 1983年（昭和58年）9月  | 隆の里俊英   | 大・12勝3敗△  | 大・13勝2敗△  | 大・14勝1敗◎  | 39勝6敗   | .867 | 2回  |
| 1986年（昭和61年）9月  | 双羽黒光司   | 大・10勝5敗   | 大・12勝3敗△  | 大・14勝1敗◯  | 36勝9敗   | .800 | なし |
| 1987年（昭和62年）7月  | 北勝海信芳   | 大・11勝4敗   | 大・12勝3敗◎  | 大・13勝2敗△  | 36勝9敗   | .800 | 2回  |
| 1987年（昭和62年）11月 | 大乃国康     | 大・15戦全勝◎ | 大・12勝3敗△  | 大・13勝2敗△  | 40勝5敗   | .889 | 1回  |
| 1990年（平成2年）9月   | 旭富士正也   | 大・8勝7敗    | 大・14勝1敗◎  | 大・14勝1敗◎  | 36勝9敗   | .800 | 3回  |
| 1993年（平成5年）3月   | 曙太郎       | 大・9勝6敗    | 大・14勝1敗◎  | 大・13勝2敗◎  | 36勝9敗   | .800 | 3回  |
| 1995年（平成7年）1月   | 貴乃花光司   | 大・11勝4敗   | 大・15戦全勝◎ | 大・15戦全勝◎ | 41勝4敗   | .911 | 7回  |
| 1998年（平成10年）7月  | 若乃花勝     | 大・10勝5敗   | 大・14勝1敗◎  | 大・12勝3敗◎  | 36勝9敗   | .800 | 5回  |
| 1999年（平成11年）7月  | 武蔵丸光洋   | 大・8勝7敗    | 大・13勝2敗◎  | 大・13勝2敗◎  | 34勝11敗  | .756 | 5回  |
| 2003年（平成15年）3月  | 朝青龍明徳   | 大・10勝5敗   | 大・14勝1敗◎  | 大・14勝1敗◎  | 38勝7敗   | .844 | 2回  |
| 2007年（平成19年）7月  | 白鵬翔       | 大・10勝5敗   | 大・13勝2敗◎  | 大・15戦全勝◎ | 38勝7敗   | .844 | 3回  |
| 2012年（平成24年）11月 | 日馬富士公平 | 大・8勝7敗    | 大・15戦全勝◎ | 大・15戦全勝◎ | 38勝7敗   | .844 | 4回  |
| 2014年（平成26年）5月  | 鶴竜力三郎   | 大・9勝6敗    | 大・14勝1敗○  | 大・14勝1敗◎  | 37勝8敗   | .822 | 1回  |
| 2017年（平成29年）3月  | 稀勢の里寛   | 大・10勝5敗   | 大・12勝3敗△  | 大・14勝1敗◎  | 36勝9敗   | .800 | 1回  |
| 2021年（令和3年）9月   | 照ノ富士春雄 | 関・12勝3敗◎  | 大・12勝3敗◎  | 大・14勝1敗△  | 38勝7敗   | .844 | 4回  |
| 2025年（令和7年）3月   | 豊昇龍智勝   | 大・8勝7敗    | 大・13勝2敗△  | 大・12勝3敗◎  | 33勝12敗  | .733 | 2回  |
| 2025年（令和7年）7月   | 大の里泰輝   | 大・10勝5敗   | 大・12勝3敗◎  | 大・14勝1敗◎  | 36勝9敗   | .800 | 4回  |

### 昇進基準を巡る議論
横綱昇進の内規としては、1958年（昭和33年）1月6日に制定された「大関で2場所連続優勝した力士を推薦することを原則とする。」というものがある。実際、この内規が成立して以降、大関で2場所連続優勝して昇進を見送られた力士は存在しない（横審発足前では、第32代・玉錦三右エ門が3連覇、第41代・千代の山雅信が2連覇を達成したが昇進を見送られていた）。
また、連覇を達成していない力士でも、「2場所連続優勝に準ずる」ということで昇進を果たしていた例は多かったが、優勝経験がないまま横綱昇進した第60代横綱・双羽黒光司が、1987年（昭和62年）12月に、師匠（立浪親方・元関脇・安念山）らとのトラブルが原因で、一度も優勝しないまま廃業するという事件が起きると、以降は横綱昇進の基準が厳格化し、2014年3月場所後に第71代横綱・鶴竜力三郎の昇進まで26年余りにわたり、2場所連続優勝未達成の力士の横綱昇進は認められなかった。逆に鶴竜以降は第74代横綱・豊昇龍智勝まで全て2場所優勝連続無しで昇進している。第75代横綱・大の里泰輝は第70代横綱・日馬富士公平以来久しぶりに2場所連続優勝での昇進を果たした。

## 横綱の綱について
横綱は、横綱土俵入りの際、綱を締めて露払いと太刀持ちを従えて土俵に上がる。
新横綱が誕生すると、その直後に横綱を出した部屋で「綱打ち式」と呼ばれる綱を作る作業が行われる。
横綱の綱は、麻と木綿と銅線から作られる。まず、麻を米糠にまぶしながら、丁寧に1日掛かりで揉みほぐす。するとまるで絹糸のように細く柔らかくなる。次に糠をふるい落とし、その麻を3つに分け、この中に鉛筆の芯より少し太めの銅線を1本ずつ入れ、その上でその3本のそれぞれさらし木綿を2反ずつ固く巻く。横綱の体の中央の前に来る所は太くして、端は細くなる。この3本を三合綱にするよう、中央の太い所から左練りに撚り合わせる。
背面には輪になっている部分があり、雲龍型は1つ、不知火型は2つとなっており、そこには芯材として銅線が入っているために立体的な形が保たれている。前に垂れている垂は厚めの和紙でできていて、綱から垂らすように挟み込んでいる。
綱の太さは現在一般的には太い所で15cm以上となっている。また、綱の重さは力士により異なる。平成以降に新横綱に昇進した者では、白鵬までは朝青龍を除いて10kgを超え、平成以降の最重量の綱は曙の20kgであったが、日馬富士以降は10kgに満たない一昔前に比べると軽い綱となっている。現役横綱では、豊昇龍の綱は7.8kg、大の里の綱は7.2kgとなっている（照ノ富士は記録なし）。
江戸時代の綱は、中が藁で、太さも5cm程度と細く、重さも2kgと現代よりも断然軽かった。太くなり始めたのは明治の初期からで、現在のような太さになったのは明治中期頃だという。

## 記録
備考
- 太平洋戦争終了後の1945年（昭和20年）11月場所以降の記録。
- 2025年7月場所終了時点。
- 太字の力士は現役。
- 場所数に関する記録では、中止された2011年（平成23年）3月場所と2020年（令和2年）5月場所を数えず、本場所ではないが公式記録が残る2011年（平成23年）5月の技量審査場所を数える。

### 在位場所数
長期
| 順位 | 四股名       | 場所数 | 期間                 | 備考 |
| ---- | ------------ | ------ | -------------------- | ---- |
| 1位  | 白鵬翔       | 84場所 | 2007年7月-2021年9月  |      |
| 2位  | 北の湖敏満   | 63場所 | 1974年9月-1985年1月  |      |
| 3位  | 千代の富士貢 | 59場所 | 1981年9月-1991年5月  |      |
| 4位  | 大鵬幸喜     | 58場所 | 1961年11月-1971年5月 |      |
| 5位  | 貴乃花光司   | 49場所 | 1995年1月-2003年1月  |      |
| 6位  | 曙太郎       | 48場所 | 1993年3月-2001年1月  |      |
| 7位  | 柏戸剛       | 47場所 | 1961年11月-1969年7月 |      |
| 7位  | 輪島大士     | 47場所 | 1973年7月-1981年3月  |      |
| 9位  | 朝青龍明徳   | 42場所 | 2003年3月-2010年1月  |      |
| 10位 | 鶴竜力三郎   | 41場所 | 2014年5月-2021年3月  |      |

短命横綱
| 順位 | 四股名         | 場所数 | 期間                  | 備考                |
| ---- | -------------- | ------ | --------------------- | ------------------- |
| 1位  | 前田山英五郎   | 6場所  | 1947年11月-1949年10月 | 年6場所定着以前。   |
| 2位  | 琴櫻傑將       | 8場所  | 1973年3月-1974年5月   | 番付上は9場所在位。 |
| 2位  | 三重ノ海剛司   | 8場所  | 1979年9月-1980年11月  |                     |
| 2位  | 双羽黒光司     | 8場所  | 1986年9月-1987年11月  | 番付上は9場所在位。 |
| 5位  | 旭富士正也     | 9場所  | 1990年9月-1992年1月   |                     |
| 6位  | 玉の海正洋     | 10場所 | 1970年3月-1971年9月   | 現役中に死去。      |
| 7位  | 若乃花勝       | 11場所 | 1998年7月-2000年3月   |                     |
| 8位  | 稀勢の里寛     | 12場所 | 2017年3月-2019年1月   |                     |
| 9位  | 隆の里俊英     | 15場所 | 1983年9月-1986年1月   |                     |
| 10位 | 朝潮太郎 (3代) | 16場所 | 1959年5月-1961年11月  |                     |

### 在位中の成績

#### 出場回数
皆勤場所数
| 順位 | 四股名       | 場所数 |
| ---- | ------------ | ------ |
| 1位  | 白鵬翔       | 65場所 |
| 2位  | 北の湖敏満   | 51場所 |
| 3位  | 千代の富士貢 | 46場所 |
| 4位  | 大鵬幸喜     | 45場所 |
| 5位  | 輪島大士     | 38場所 |
| 6位  | 曙太郎       | 35場所 |
| 6位  | 朝青龍明徳   | 35場所 |
| 8位  | 柏戸剛       | 34場所 |
| 9位  | 貴乃花光司   | 32場所 |
| 10位 | 日馬富士公平 | 25場所 |

連続皆勤場所数
| 順位 | 四股名            | 場所数 | 期間                           |
| ---- | ----------------- | ------ | ------------------------------ |
| 1位  | 白鵬翔            | 48場所 | 2007年7月場所 − 2015年7月場所  |
| 2位  | 北の湖敏満        | 43場所 | 1974年9月場所 − 1981年9月場所  |
| 3位  | 大鵬幸喜          | 16場所 | 1961年11月場所 − 1964年5月場所 |
| 3位  | 若乃花幹士 (2代)  | 16場所 | 1978年7月場所 − 1981年1月場所  |
| 3位  | 朝青龍明徳        | 16場所 | 2003年9月場所 − 2006年3月場所  |
| 6位  | 輪島大士          | 15場所 | 1975年9月場所 − 1978年1月場所  |
| 7位  | 柏戸剛            | 14場所 | 1966年1月場所 − 1968年3月場所  |
| 7位  | 北勝海信芳        | 14場所 | 1989年1月場所 − 1991年3月場所  |
| 9位  | 若乃花幹士 (初代) | 11場所 | 1958年3月場所 − 1959年11月場所 |
| 9位  | 貴乃花光司        | 11場所 | 1995年1月場所 − 1996年9月場所  |

#### 優勝回数
多数順
| 順位 | 四股名       | 回数 | 参考 横綱昇進前 優勝回数 | 備考            |
| ---- | ------------ | ---- | ------------------------ | --------------- |
| 1位  | 白鵬翔       | 42回 | 3回                      |                 |
| 2位  | 大鵬幸喜     | 29回 | 3回                      |                 |
| 2位  | 千代の富士貢 | 29回 | 2回                      |                 |
| 4位  | 朝青龍明徳   | 23回 | 2回                      |                 |
| 5位  | 北の湖敏満   | 22回 | 2回                      |                 |
| 6位  | 貴乃花光司   | 15回 | 7回                      |                 |
| 7位  | 輪島大士     | 12回 | 2回                      |                 |
| 8位  | 双葉山定次   | 9回  | 3回                      | 年2場所制の記録 |
| 9位  | 常ノ花寛市   | 8回  | 2回                      |                 |
| 9位  | 若乃花幹士   | 8回  | 2回                      |                 |
| 9位  | 曙太郎       | 8回  | 3回                      |                 |

横綱在位中に優勝経験なしの横綱
昭和以後、横綱昇進後に一度も幕内最高優勝の経験が無かった横綱は武藏山武、男女ノ川登三、安藝ノ海節男、前田山英五郎、吉葉山潤之輔、双羽黒光司、若乃花勝の7人。

#### 勝利数
連勝記録
分・預・休を含める・含めないにかかわらず、横綱が正式な地位として扱われてからは、平成22年(2010年)中に達成した白鵬翔の63連勝が最多である。その前回の記録としては、昭和63年(1988年)の千代の富士の53連勝だった。双葉山定次の69連勝は、平幕から横綱にかけてのものであり、横綱としての最多記録は36連勝である。逆に横綱としての連勝の最少記録は武藏山武の4。

### 昇進・降格に関わる記録

#### 初土俵からのスピード記録
- 年6場所制以降

| 順位 | 四股名     | 所要場所 | 内訳   | 内訳   | 内訳   | 内訳   | 内訳   | 内訳  | 内訳         | 内訳  | 内訳  | 内訳   | 備考                           |
| 順位 | 四股名     | 所要場所 | 前相撲 | 序ノ口 | 序二段 | 三段目 | 幕下   | 十両  | 平幕（前頭） | 小結  | 関脇  | 大関   | 備考                           |
| ---- | ---------- | -------- | ------ | ------ | ------ | ------ | ------ | ----- | ------------ | ----- | ----- | ------ | ------------------------------ |
| 1位  | 大の里泰輝 | 13場所   | -      | -      | -      | -      | 2場所  | 2場所 | 2場所        | 1場所 | 2場所 | 4場所  | 幕下10枚目格付け出し           |
| 2位  | 輪島大士   | 21場所   | -      | -      | -      | -      | 2場所  | 4場所 | 6場所        | 1場所 | 4場所 | 4場所  | 幕下60枚目付け出し             |
| 3位  | 朝青龍明徳 | 25場所   | 1場所  | 1場所  | 1場所  | 1場所  | 6場所  | 2場所 | 3場所        | 3場所 | 4場所 | 3場所  | 前相撲を経た力士としては最短。 |
| 4位  | 曙太郎     | 30場所   | 1場所  | 1場所  | 3場所  | 2場所  | 5場所  | 3場所 | 5場所        | 3場所 | 3場所 | 4場所  |                                |
| 5位  | 白鵬翔     | 38場所   | 1場所  | 2場所  | 3場所  | 6場所  | 5場所  | 2場所 | 5場所        | 2場所 | 5場所 | 7場所  |                                |
| 6位  | 貴乃花光司 | 41場所   | 1場所  | 1場所  | 2場所  | 3場所  | 3場所  | 5場所 | 8場所        | 3場所 | 4場所 | 11場所 |                                |
| 7位  | 豊昇龍智勝 | 42場所   | 1場所  | 1場所  | 1場所  | 1場所  | 7場所  | 4場所 | 9場所        | 3場所 | 6場所 | 9場所  |                                |
| 8位  | 双羽黒光司 | 45場所   | 1場所  | 1場所  | 2場所  | 7場所  | 18場所 | 4場所 | 3場所        | 2場所 | 3場所 | 4場所  |                                |
| 9位  | 北の湖敏満 | 46場所   | 1場所  | 1場所  | 5場所  | 6場所  | 13場所 | 5場所 | 8場所        | 2場所 | 2場所 | 3場所  |                                |
| 10位 | 北勝海信芳 | 50場所   | 1場所  | 1場所  | 3場所  | 8場所  | 11場所 | 3場所 | 5場所        | 4場所 | 9場所 | 5場所  |                                |
| 参考 | 大鵬幸喜   | 29場所   | 1場所  | 1場所  | 2場所  | 4場所  | 6場所  | 4場所 | 3場所        | 1場所 | 2場所 | 5場所  | 年6場所制以前の初土俵          |

#### 大関スピード通過記録
- 昭和以降

| 大関場所数 | 四股名        | 新大関場所             | 新横綱場所            | 大関での成績                                        |
| ---------- | ------------- | ---------------------- | --------------------- | --------------------------------------------------- |
| 2場所      | 双葉山定次☆   | 1937年（昭和12年）1月  | 1938年（昭和13年）1月 | 11戦全勝◎ 13戦全勝◎ （24戦全勝）                    |
| 2場所      | 照國萬藏☆     | 1942年（昭和17年）1月  | 1943年（昭和18年）1月 | 12勝3敗 13勝2敗○ （25勝5敗）                        |
| 2場所      | 照ノ富士春雄※ | 2021年（令和3年）5月   | 2021年（令和3年）9月  | 12勝3敗◎ 14勝1敗 （26勝4敗）                        |
| 3場所      | 北の湖敏満    | 1974年（昭和49年）3月  | 1974年（昭和49年）9月 | 10勝5敗 13勝2敗◎ 13勝2敗○ （36勝9敗）               |
| 3場所      | 千代の富士貢  | 1981年（昭和56年）3月  | 1981年（昭和56年）9月 | 11勝4敗 13勝2敗 14勝1敗◎ （38勝7敗）                |
| 3場所      | 朝青龍明徳    | 2002年（平成14年）9月  | 2003年（平成15年）3月 | 10勝5敗 14勝1敗◎ （38勝7敗）                        |
| 4場所      | 男女ノ川登三☆ | 1934年（昭和9年）5月   | 1936年（昭和11年）5月 | 5勝6敗 9勝2敗 8勝3敗 9勝2敗 （31勝13敗）            |
| 4場所      | 羽黒山政司☆   | 1940年（昭和15年）1月  | 1942年（昭和17年）1月 | 11勝4敗 7勝5敗3休 14勝1敗 14勝1敗◎ （46勝11敗3休）  |
| 4場所      | 安藝ノ海節男☆ | 1941年（昭和16年）1月  | 1943年（昭和18年）1月 | 12勝3敗 9勝6敗 13勝2敗 （47勝13敗）                 |
| 4場所      | 輪島大士      | 1972年（昭和47年）11月 | 1973年（昭和48年）7月 | 11勝4敗 13勝2敗 15戦全勝◎ （50勝10敗）              |
| 4場所      | 双羽黒光司    | 1986年（昭和61年）1月  | 1986年（昭和61年）9月 | 10勝5敗 12勝3敗 14勝1敗○ （46勝14敗）               |
| 4場所      | 曙太郎        | 1992年（平成4年）7月   | 1993年（平成5年）3月  | 0勝0敗15休 9勝6敗 14勝1敗◎ 13勝2敗◎ （36勝9敗15休） |
| 4場所      | 大の里泰輝    | 2024年（令和6年）11月  | 2025年（令和7年）5月  | 9勝6敗 10勝5敗 12勝3敗◎ 14勝1敗◎ （45勝15敗）       |

- ☆は年6場所制以前の力士。
- ※照ノ富士は大関再昇進場所からの記録。大関通算在位は16場所（大関陥落期間も含めると、通算36場所となる）。
- ◎は優勝、○は優勝同点、（）内は大関通算成績。
- 大正以前では、東西合併による「横綱付出し」の例もあって比較が難しいが、栃木山守也の大関2場所（9勝1預-10戦全勝）、大錦卯一郎の3場所（8勝2敗-7勝3敗-10戦全勝）、太刀山峯右エ門の4場所等が特筆される。

#### 大関スロー通過記録
| 大関場所数 | 四股名        | 新大関場所 | 新横綱場所 | 大関での成績           |
| ---------- | ------------- | ---------- | ---------- | ---------------------- |
| 32場所     | 琴櫻傑將      | 1967年11月 | 1973年3月  | 287勝159敗34休 優勝4回 |
| 32場所     | 武蔵丸光洋    | 1994年3月  | 1999年7月  | 353勝127敗 優勝5回     |
| 31場所     | 稀勢の里寛    | 2012年1月  | 2017年3月  | 332勝133敗 優勝1回     |
| 29場所     | 若乃花勝      | 1993年9月  | 1998年7月  | 274勝101敗60休 優勝4回 |
| 22場所     | 日馬富士公平  | 2009年1月  | 2012年11月 | 214勝105敗11休 優勝4回 |
| 21場所     | 北の富士勝昭  | 1966年9月  | 1970年3月  | 208勝107敗 優勝3回     |
| 21場所     | 三重ノ海剛司※ | 1976年1月  | 1979年9月  | 180勝123敗12休         |
| 20場所     | 玉の海正洋    | 1966年11月 | 1970年3月  | 206勝94敗 優勝2回      |
| 18場所     | 前田山英五郎☆ | 1938年5月  | 1947年11月 | 155勝67敗14休 優勝1回  |
| 17場所     | 佐田の山晋松  | 1962年5月  | 1965年3月  | 176勝66敗13休 優勝1回  |
| 17場所     | 旭富士正也    | 1987年11月 | 1990年9月  | 194勝61敗 優勝3回      |

- ※の三重ノ海は1976年（昭和51年）7月場所の関脇1場所を挟む。新大関から陥落直後の関脇の地位（のち大関特例復帰）も含めた合計で数えると、日馬富士と並んで22場所となる。なお、大関から陥落した関脇以下の地位も含めた合計で数えると、照ノ富士春雄が36場所（大関場所数は16場所。大関での成績 122勝91敗27休 優勝1回）で最長となる。
- ☆の前田山は年6場所制定着以前の力士。

### その他記録

#### 一人横綱
横綱が一人だけ在位し、東西に揃わない状態だった例はこれまでに12例ある。
| 例 | 開始場所                   | 開始場所前の動向                    | 一人横綱     | 最終場所                            | 場所数 | 終了理由                                         |
| -- | -------------------------- | ----------------------------------- | ------------ | ----------------------------------- | ------ | ------------------------------------------------ |
| 1  | 1930年（昭和5年）10月場所  | 常ノ花が引退                        | 宮城山福松   | 1931年（昭和6年）3月場所            | 3      | 宮城山が引退 （横綱空位）                        |
| 2  | 1933年（昭和8年）1月場所   | （横綱空位） 玉錦が昇進             | 玉錦三右エ門 | 1935年（昭和10年）5月場所           | 5      | 武蔵山が昇進                                     |
| 3  | 1969年（昭和44年）9月場所  | 柏戸が引退                          | 大鵬幸喜     | 1970年（昭和45年）1月場所           | 3      | 玉乃島改め玉の海と 北の富士が同時昇進            |
| 4  | 1971年（昭和46年）11月場所 | 玉の海が9月場所後に死亡             | 北の富士勝昭 | 1973年（昭和48年）1月場所           | 8      | 琴櫻が昇進                                       |
| 5  | 1986年（昭和61年）3月場所  | 隆の里が引退                        | 千代の富士貢 | 1986年（昭和61年）7月場所           | 3      | 北尾改め双羽黒が昇進                             |
| 6  | 1992年（平成4年）3月場所   | 旭富士が引退                        | 北勝海信芳   | 1992年（平成4年）5月場所 （番付上） | 1(2)   | 北勝海が5月場所前に引退 （横綱空位）             |
| 7  | 1993年（平成5年）3月場所   | （横綱空位） 曙が昇進               | 曙太郎       | 1994年（平成6年）11月場所           | 11     | 貴乃花が昇進                                     |
| 8  | 2004年（平成16年）1月場所  | 武蔵丸が引退                        | 朝青龍明徳   | 2007年（平成19年）5月場所           | 21     | 白鵬が昇進                                       |
| 9  | 2010年（平成22年）3月場所  | 朝青龍が1月場所後に引退             | 白鵬翔       | 2012年（平成24年）9月場所           | 15     | 日馬富士が昇進                                   |
| 10 | 2021年（令和3年）5月場所   | 鶴竜が引退                          | 白鵬翔       | 2021年（令和3年）7月場所            | 2      | 照ノ富士が昇進                                   |
| 11 | 2021年（令和3年）11月場所  | 白鵬が9月場所後に引退               | 照ノ富士春雄 | 2025年（令和7年）1月場所            | 20     | 照ノ富士が1月場所中に引退 （事実上一時横綱空位） |
| 12 | 2025年（令和7年）3月場所   | （事実上一時横綱空位） 豊昇龍が昇進 | 豊昇龍智勝   | 2025年（令和7年）5月場所            | 2      | 大の里が昇進                                     |

複数（二人以上）在位している横綱が本場所の休場・引退などにより、一人のみの横綱が出場する場合を「一人横綱」と呼ぶことも有る。

#### 横綱空位・横綱不在
1909年（明治42年）2月の相撲規約改正に伴い「横綱」が称号から正式に地位として定められて以降、番付上において横綱の地位に一人も存在しない時期、すなわち「横綱空位」と言われた時期が2例ある。
| 例 | 開始場所                            | 開始場所前の動向        | 最終場所                  | 場所数 | 終了理由       |
| -- | ----------------------------------- | ----------------------- | ------------------------- | ------ | -------------- |
| 1  | 1931年（昭和6年）5月場所            | 宮城山が引退            | 1932年（昭和7年）10月場所 | 6      | 玉錦が横綱昇進 |
| 2  | 1992年（平成4年）7月場所 （番付上） | 北勝海が5月場所前に引退 | 1993年（平成5年）1月場所  | 5(4)   | 曙が横綱昇進   |

この他、2025年初場所中に一人横綱の照ノ富士春雄が引退したが、この時は場所後に豊昇龍智勝が横綱に昇進しており、番付上は横綱不在にはなっていない。
在位中の横綱全員が場所中に休場あるいは引退により出場していない場合は「横綱空位」ではなく「横綱不在」と言う。

#### 出身地別横綱数
| 8人 | 北海道 | 千代の山雅信、吉葉山潤之輔、大鵬幸喜、北の富士勝昭、北の湖敏満、千代の富士貢、北勝海信芳、大乃国康 |
| 6人 | 青森県 | 鏡里喜代治、若乃花幹士 (初代)、栃ノ海晃嘉、若乃花幹士 (2代)、隆の里俊英、旭富士正也 |
| 6人 | モンゴル国 | 朝青龍明徳、白鵬翔、日馬富士公平、鶴竜力三郎、照ノ富士春雄、豊昇龍智勝 |
| 4人 | 宮城県 | 丸山権太左エ門☆、谷風梶之助 (2代)、秀の山雷五郎、大砲万右エ門 |
| 4人 | 千葉県 | 境川浪右エ門、小錦八十吉 (横綱)、若島権四郎、鳳谷五郎 |
| 4人 | 鹿児島県 | 西ノ海嘉治郎 (初代)、西ノ海嘉治郎 (2代)、西ノ海嘉治郎 (3代)、朝潮太郎 (3代) |
| 4人 | 東京都 | 東富士欽壹、栃錦清隆、貴乃花光司、若乃花勝 |
| 4人 | 茨城県 | 稲妻雷五郎、常陸山谷右エ門、男女ノ川登三、稀勢の里寛 |
| 3人 | 栃木県 | 明石志賀之助☆、綾川五郎次☆、栃木山守也 |
| 3人 | 石川県 | 阿武松緑之助、輪島大士、大の里泰輝 |
| 2人 | 熊本県 | 不知火諾右衛門、不知火光右衛門 |
| 2人 | 福岡県 | 雲龍久吉、梅ヶ谷藤太郎 (初代) |
| 2人 | 富山県 | 梅ヶ谷藤太郎 (2代)、太刀山峯右エ門 |
| 2人 | 愛知県 | 大錦大五郎、玉の海正洋 |
| 2人 | 三重県 | 三重ノ海剛司、双羽黒光司 |
| 2人 | アメリカ合衆国ハワイ州 | 曙太郎、武蔵丸光洋 |
| 1人 | 滋賀県（小野川喜三郎)、島根県（陣幕久五郎）、岐阜県（鬼面山谷五郎）、兵庫県（大木戸森右エ門） 大阪府（大錦卯一郎）、岩手県（宮城山福松）、岡山県（常ノ花寛市）、高知県（玉錦三右エ門） 神奈川県（武藏山武）、大分県（双葉山定次）、新潟県（羽黒山政司）、広島県（安藝ノ海節男） 秋田県（照國萬藏）、愛媛県（前田山英五郎）、山形県（柏戸剛）、長崎県（佐田の山晋松）、鳥取県（琴櫻傑將） | 滋賀県（小野川喜三郎)、島根県（陣幕久五郎）、岐阜県（鬼面山谷五郎）、兵庫県（大木戸森右エ門） 大阪府（大錦卯一郎）、岩手県（宮城山福松）、岡山県（常ノ花寛市）、高知県（玉錦三右エ門） 神奈川県（武藏山武）、大分県（双葉山定次）、新潟県（羽黒山政司）、広島県（安藝ノ海節男） 秋田県（照國萬藏）、愛媛県（前田山英五郎）、山形県（柏戸剛）、長崎県（佐田の山晋松）、鳥取県（琴櫻傑將） |

- ☆は伝承上の横綱（日下開山）。明石と綾川には茨城出身説もある。
- 実際の出身地と届出・プロフィール上の出身地が異なる場合もある。本稿では番付表記や土俵入りなどで用いられる公称を優先している。

#### 横綱同時昇進（免許）
| 昇進場所       | 代位 | 四股名         | 最終場所   | 代位 | 四股名             | 最終場所   |
| -------------- | ---- | -------------- | ---------- | ---- | ------------------ | ---------- |
| 1789年11月場所 | 4代  | 谷風梶之助※    | 1794年1月  | 5代  | 小野川喜三郎       | 1798年10月 |
| 1903年6月場所  | 19代 | 常陸山谷右エ門 | 1914年5月  | 20代 | 梅ヶ谷藤太郎 (2代) | 1915年6月  |
| 1943年1月場所  | 37代 | 安藝ノ海節男   | 1946年11月 | 38代 | 照國萬藏           | 1953年11月 |
| 1961年11月場所 | 47代 | 柏戸剛         | 1969年7月  | 48代 | 大鵬幸喜           | 1971年5月  |
| 1970年3月場所  | 51代 | 玉の海正洋※    | 1971年9月  | 52代 | 北の富士勝昭       | 1974年7月  |

他に栃木山守也と大錦大五郎が、ともに「1918年5月場所」が新横綱であるが、それぞれ東京相撲と大坂相撲の力士で、厳密には免許の時期も異なり、一般に同時横綱の例には数えられていない。横綱一覧表などでも、大錦の引退が早かったが栃木山が先代の扱いとなっている。
常陸山と2代梅ヶ谷が同時に横綱に昇進した時には、常陸山を先代とすることにしたが、最終的には先代の常陸山が先に引退した。それ以来、2人の力士が同時に横綱に昇進した場合には、先に引退（または現役中に死去）した者を先代の横綱とすることになった。そのため、同時昇進した2人の横綱が現役の間は「第○代横綱」とは呼ばれず、どちらか一方が引退してから正式に「第○代横綱・（四股名）」と呼ばれることになる。ただし柏戸と大鵬の場合は、彼らの現役中に栃ノ海と佐田の山が相次いで横綱に昇進したため、正式な47代横綱と48代横綱がまだ決まらないうちに49代横綱と50代横綱が誕生するという不合理が生じたことがある。なおかつ、柏戸と大鵬が現役中に栃ノ海も佐田の山も引退したため、1968年5月場所から1969年7月場所途中に柏戸が引退するまでは、現役横綱の代数が決まらないまま、あとの代数の横綱が元横綱になる状態であった。
複数の力士が同時に横綱昇進して同時に引退した例は存在しない（そもそも大相撲の歴史において複数の横綱が同時に引退した例自体が存在しない）。

#### 同期生横綱

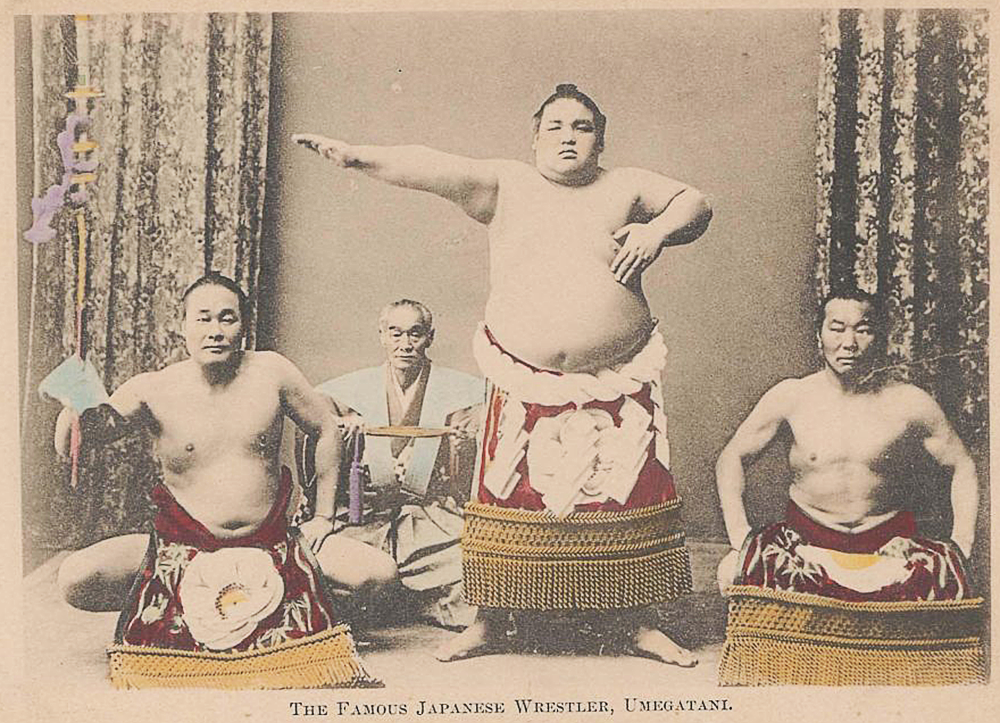
梅ヶ谷藤太郎 (2代)、（1903年頃）

| 初土俵場所    | 代位 | 四股名           | 昇進場所  | 最終場所   | 代位 | 四股名             | 昇進場所  | 最終場所   | 代位 | 四股名     | 昇進場所  | 最終場所   |
| ------------- | ---- | ---------------- | --------- | ---------- | ---- | ------------------ | --------- | ---------- | ---- | ---------- | --------- | ---------- |
| 1891年1月場所 | 19代 | 常陸山谷右エ門   | 1903年6月 | 1914年5月  | 20代 | 梅ヶ谷藤太郎 (2代) | 1903年6月 | 1915年6月  |      |            |           |            |
| 1910年1月場所 | 26代 | 大錦卯一郎       | 1916年5月 | 1922年1月  | 30代 | 西ノ海嘉治郎 (3代) | 1922年5月 | 1928年10月 | 31代 | 常ノ花寛市 | 1924年1月 | 1930年10月 |
| 1968年7月場所 | 56代 | 若乃花幹士 (2代) | 1978年7月 | 1983年1月  | 59代 | 隆の里俊英         | 1983年9月 | 1986年1月  |      |            |           |            |
| 1979年3月場所 | 60代 | 双羽黒光司       | 1986年7月 | 1987年11月 | 61代 | 北勝海信芳         | 1987年7月 | 1992年3月  |      |            |           |            |
| 1988年3月場所 | 64代 | 曙太郎           | 1993年1月 | 2001年1月  | 65代 | 貴乃花光司         | 1995年1月 | 2003年1月  | 66代 | 若乃花勝   | 1998年7月 | 2000年3月  |

常陸山と2代梅ヶ谷は、共に横綱昇進も同時。
2代若乃花と隆の里、貴乃花と3代若乃花は、共に同日同部屋入門。

#### 横綱在位中に降格を経験している横綱
番付上に横綱が明記された明治23年(1890年)5月場所以降に横綱から降格した力士はいない。明治23年(1890年)5月場所より前の横綱免許制度時代でも横綱免許を取り消された横綱はいない。そのため、横綱の地位から降格した力士は現在まで一人もいない。
しかし、明治23年(1890年)5月場所より前の横綱免許制度時代で第8代横綱・不知火諾右衛門が大関から張出(三役格)への降格を経験した（当時は最高位が大関だった為）。明治23年(1890年)5月場所より前の横綱免許制度時代でもこのような降格経験者は不知火諾右衛門のみ。不知火諾右衛門は天保11年（1840年）11月に横綱免許を受けながら、翌12年正月場所では番付から消え、天保12年(1841年)11月場所で西張出(三役格)として復帰した。その直後の天保13年(1842年)2月場所で西関脇に昇進し、同年10月場所で西大関に復帰。不知火諾右衛門の降格は相撲会所や、彼を抱える熊本藩、さらにはその熊本細川家の家臣である吉田司家の間で、様々な紛糾、妥協のあった末とも言われるが詳細は不明。
上記の例は横綱制度が成熟していなかった時代で、かつ上記のように現代では考えられない極めて特殊な場合である。現在では、理論上は横綱の降格が起こり得る唯一のケースとして、日本相撲協会寄附行為施行細則に定める協会所属員への懲罰としての番付降下処分が行われる場合が挙げられるが、横綱の立場上、現実的にはまず考えられないといってよい（これに相当する場合には横綱審議委員会が「引退勧告」を行うことができる）。
なお戦後、実際に横綱の降格・返上には至らなかったものの、それに関連する出来事の例として、次のようなものが挙げられる。
- 1950年1月場所で、羽黒山、照国、東富士の3横綱が途中休場。土俵入りが無くなり観客を落胆させた。これを受けて場所中の1月20日[10]、日本相撲協会は「2場所連続休場、負越しの場合は大関に転落」と決定したが、粗製濫造した協会が悪いと世間の反発をくらい、決定を取り消すことになった。これが横綱審議委員会の設置に繋がるきっかけの一つとなっている。
- 1953年1月場所、第41代横綱・千代の山雅信は成績不振を理由に、降格ではなく「横綱返上」を申し出たが、却下されている。これは歴代横綱で横綱返上を申し出た唯一の例である。

#### 大関陥落後復帰・大関角番を経験している横綱
大関陥落を経験している横綱は、「2場所連続負け越しで大関陥落、翌場所関脇で10勝以上挙げれば大関特例復帰」の現行制度（昭和44年(1969年)7月場所から）の整った昭和以降、三重ノ海剛司、照ノ富士春雄の2人である。特例復帰によらず大関再昇進を果たして横綱になった力士は、照ノ富士が該当する。
「2場所連続負越で大関陥落」になった現行制度以降、大関角番を最も多く経験した横綱は照ノ富士で、5回角番を経験している。次いで、琴櫻、三重ノ海、3代若乃花の3人が、それぞれ3回経験している。照ノ富士は上述の通り一度実際に大関を陥落しており、大関での負け越し自体は6回で、この記録は昭和以降に昇進した横綱の中では最多である。なお3代若乃花には他に大関として公傷休場2場所がある。
他にも、曙、貴乃花、白鵬、日馬富士、稀勢の里がそれぞれ1回ずつ経験している。また、現行制度以前（昭和33年(1958年)1月場所から昭和44年5月場所まで）の「3場所連続負け越しで大関陥落」だった時代、北の富士が「大関で2場所連続負け越し」での角番を1度経験しているほか、3代朝潮、佐田の山、玉乃島（のち玉の海）らも大関での負け越しがある。この他、豊昇龍のように大関角番経験がなくても（勝ち越し決定後に休場）、大関在位中に途中休場を経験して横綱になった力士もいる。
江戸時代には谷風梶之助は横綱免許前に興行上の理由から看板大関に上位を譲って関脇への降格を経験している。

#### 横綱在位中に皆勤しての負け越しを経験している横綱
- 鳳谷五郎 - 大正8年5月 3勝6敗1休　※1休は相手力士の休場
- 宮城山福松 - 昭和2年10月 4勝7敗、昭和5年3月 4勝7敗、昭和6年1月 5勝6敗
- 男女ノ川登三 - 昭和13年5月 6勝7敗
- 安藝ノ海節男 - 昭和20年11月 4勝6敗
- 大乃国康 - 平成元年9月 7勝8敗 ※15日制が定着してからは初めて
- 若乃花勝 - 平成11年9月 7勝8敗

#### 東正位横綱経験なしの横綱
横綱が正式な地位として扱われてから、東正位の地位で横綱経験無しだった横綱は西ノ海嘉治郎 (2代)、武藏山武、前田山英五郎、双羽黒光司、大乃国康の5人。
この中で大乃国だけが、横綱在位中に幕内最高優勝（1988年3月場所）を経験している。同場所の大乃国は東張出横綱で、西正位横綱の北勝海と13勝2敗同士の優勝決定戦で勝利したが、当時決定戦の勝敗は番付に影響しない慣例だった。その理由により翌5月場所では、優勝同点の北勝海が東正位横綱、優勝の大乃国が西正位横綱という番付だった。その後1997年9月に相撲協会の理事会において「同地位で優勝決定戦を行った場合、優勝者を上位とし、優勝同点者は下位に廻す」という規定に変更。その為現在であれば翌場所の番付は、優勝した大乃国が東正位横綱、優勝同点の北勝海は西正位横綱と、地位が逆転する形式となっている。
また2代目西ノ海は新横綱だった1916年6月場所で東張出横綱だったが、同場所の番付で正横綱は西の太刀山ひとりで、東正横綱ではないものの東方の最高位にはなっている。当時は東西制の時代で、個人の成績ではなく方屋ごとの総勝ち星によって東西が入れ替わったため、このような現在では有り得ない番付編成もあった。
なお、現行制度では新横綱は横綱の中で最下位に番付されるが、時代によって制度は異なっている。

## アマチュア相撲の横綱
アマチュア横綱（全日本相撲選手権大会の優勝者）、学生横綱（全国学生相撲選手権大会の優勝者）、実業団横綱（全日本実業団相撲選手権大会の優勝者）、高校横綱（全国高等学校相撲選手権大会の優勝者）、中学生横綱（全国中学校相撲選手権大会の優勝者）など、年代ごとの主要大会での優勝者を通称として「横綱」と呼ぶことも多い。特に、わんぱく横綱（小学生を対象にしたわんぱく相撲全国大会の優勝者）は、翌年の大会で大相撲の横綱とほぼ同じ横綱土俵入りを披露することが出来る。貴乃花光司が小学生時代にわんぱく横綱として土俵入りを行っている。